# Championnat d'Écosse de football 1905-1906
Navigation
Édition précédente Édition suivante
La 16e édition du championnat d'Écosse de football est remportée par le Celtic FC. C’est le sixième titre de champion du club de Glasgow, le deuxième consécutif. Il gagne avec six points d’avance sur Heart of Midlothian. Les Airdrieonians complètent le podium.
À la fin de la 15e saison, aucun club n’est relégué. Deux équipes sont promues en première division ce qui porte le championnat à 16 équipes. Falkirk FC et Aberdeen FC font leur toute première apparition dans l’élite écossaise.
Avec 20 buts marqués, Jimmy Quinn du Celtic FC remporte le titre de meilleur buteur du championnat. C’est son deuxième consécutif.

## Les clubs de l'édition 1905-1906
| Club                                | Ville      |
| ----------------------------------- | ---------- |
| Aberdeen Football Club              | Aberdeen   |
| Airdrieonians Football Club         | Airdrie    |
| Celtic Football Club                | Glasgow    |
| Dundee Football Club                | Dundee     |
| Falkirk Football Club               | Falkirk    |
| Greenock Morton Football Club       | Greenock   |
| Heart of Midlothian Football Club   | Édimbourg  |
| Hibernian Football Club             | Leith      |
| Kilmarnock Football Club            | Kilmarnock |
| Motherwell Football Club            | Motherwell |
| Partick Thistle Football Club       | Glasgow    |
| Port Glasgow Athletic Football Club | Glasgow    |
| Queen's Park Football Club          | Glasgow    |
| Rangers Football Club               | Glasgow    |
| Saint Mirren Football Club          | Paisley    |
| Third Lanark Athletic Club          | Glasgow    |

## Compétition

### Classement
Le classement est établi sur le barème de points classique (victoire à 2 points, match nul à 1, défaite à 0).
| Rang | Équipe                | Pts | J  | G  | N  | P  | Bp | Bc | Diff |
| ---- | --------------------- | --- | -- | -- | -- | -- | -- | -- | ---- |
| 1    | Celtic FC             | 49  | 30 | 24 | 1  | 5  | 76 | 19 | +57  |
| 2    | Heart of Midlothian   | 43  | 30 | 18 | 7  | 5  | 64 | 27 | +37  |
| 3    | Airdrieonians         | 38  | 30 | 15 | 8  | 7  | 53 | 31 | +22  |
| 4    | Rangers FC            | 37  | 30 | 15 | 7  | 8  | 58 | 48 | +10  |
| 5    | Partick Thistle FC    | 36  | 30 | 15 | 6  | 9  | 44 | 40 | +4   |
| 6    | Third Lanark AC       | 34  | 30 | 16 | 2  | 12 | 62 | 38 | +24  |
| 7    | Dundee FC             | 34  | 30 | 11 | 12 | 7  | 40 | 33 | +7   |
| 8    | Saint Mirren          | 31  | 30 | 13 | 5  | 12 | 41 | 37 | +4   |
| 9    | Greenock Morton       | 26  | 30 | 10 | 6  | 14 | 35 | 54 | -19  |
| 10   | Motherwell FC         | 26  | 30 | 9  | 8  | 13 | 50 | 64 | -14  |
| 11   | Hibernian FC          | 25  | 30 | 10 | 5  | 15 | 35 | 40 | -5   |
| 12   | Aberdeen FC           | 24  | 30 | 8  | 8  | 14 | 37 | 49 | -12  |
| 13   | Falkirk FC            | 23  | 30 | 9  | 5  | 16 | 53 | 69 | -16  |
| 14   | Kilmarnock FC         | 20  | 30 | 8  | 4  | 18 | 46 | 68 | -22  |
| 15   | Port Glasgow Athletic | 20  | 30 | 6  | 8  | 16 | 38 | 68 | -30  |
| 16   | Queen's Park FC       | 14  | 30 | 5  | 4  | 21 | 41 | 88 | -47  |

|  | Champion d'Écosse |
|  | Relégation        |

## Bilan de la saison
| Tableau d'Honneur                |                     |
| Compétition                      | Vainqueur           |
| Championnat d'Écosse de football | Celtic FC           |
| Coupe d'Écosse de football       | Heart of Midlothian |

| Promotions et relégations |                              |
| Promus                    | Clyde FC Hamilton Academical |
| Relégués                  | Aucun                        |

## Statistiques

### Meilleur buteur
- Jimmy Quinn, Celtic FC, 20 buts